# Palazzo Pompei

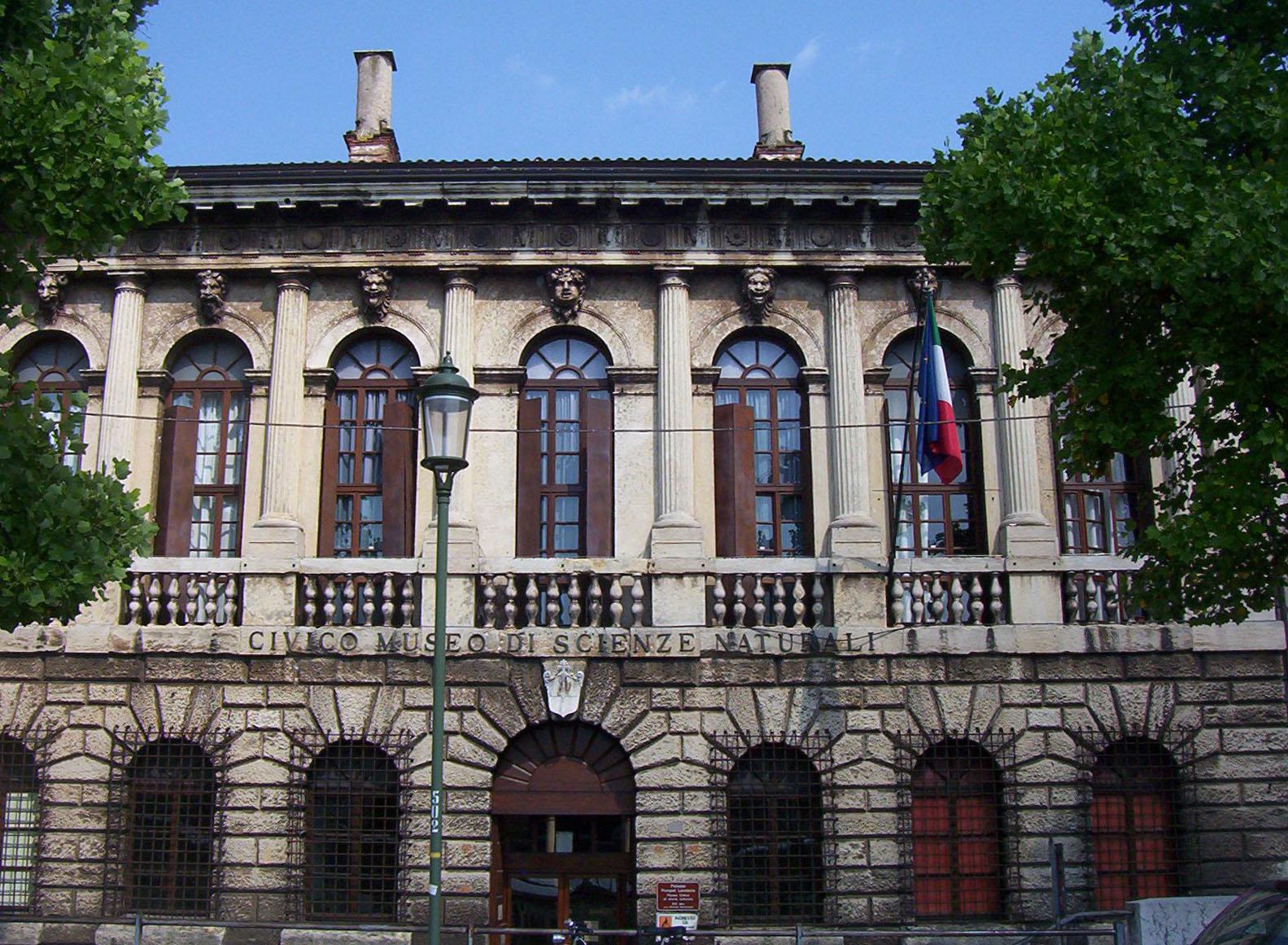
In het Palazzo Pompei bevindt zich het Museo di Storia Naturale van Verona, Italië

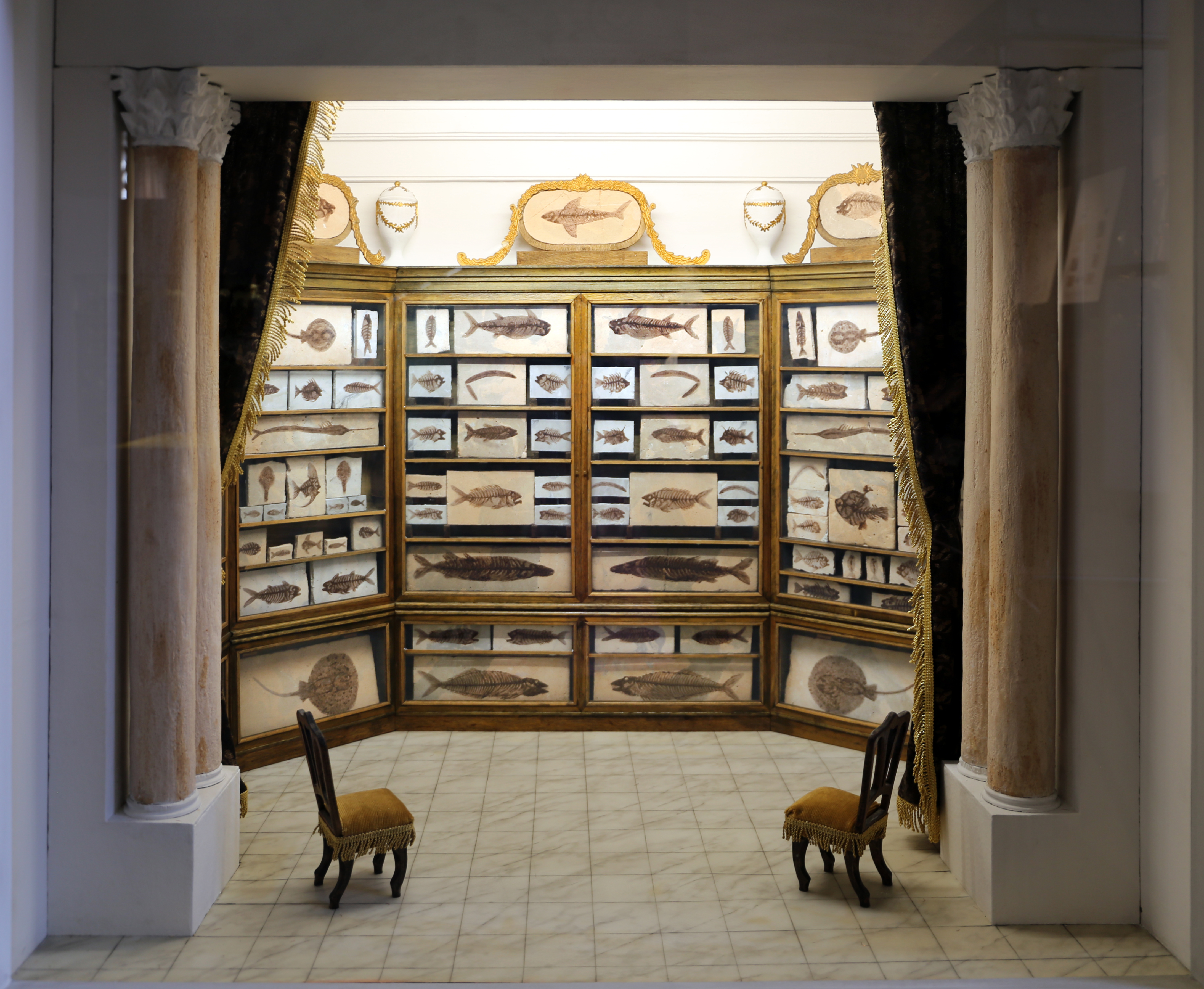
Collectie van fossielen van vissen

Het Palazzo Pompei is een 16e-eeuws paleis in Verona, in de Italiaanse regio Veneto. Het is gebouwd in renaissancestijl.
Sinds 1833 huisvest het paleis het Museo Civico, dat initieel het Stedelijk Museum voor Schone Kunsten en Natuurgeschiedenis was. Sinds 1939 is het Museo Civico uitsluitend een museum voor natuurgeschiedenis: het Museo di Storia Naturale.

## Naam
De naam verwijst naar de tweede eigenaar van het paleis, de familie Pompei. 

## Historiek
In de 16e eeuw liet de familie Lavezzola het stadspaleis bouwen; zij waren een patriciërsfamilie in Verona dat deel was de republiek Venetië. Het was Michele Sanmicheli die hun architect was. Het gebouw verrees tussen de Porta Vittoria en de Ponte delle Navi op de linkeroever van de Adige. De familie Pompei kocht het paleis enkele jaren later. Zij hebben er twee eeuwen in gewoond en maakten carrière in dienst van de republiek Venetië en later voor de Oostenrijkse Habsburgers. Vanaf de jaren 1790 bleef het paleis leeg staan. 
In 1833 schonk graaf Alessandro Pompei zijn paleis aan de stad. Deze richtte er het stedelijk museum in. Hiermee werden collecties die op verschillende plaatsen in de stad opgeslagen lagen, samen gebracht. De stad plaatste er zowel kunstwerken in als opgegraven Romeinse objecten en collecties van fossielen, mineralen en opgezette dieren.
Tijdens de jaren 1920-1930 verhuisde het fascistisch bewind in Verona alle kunstwerken naar andere musea. Enkel de natuurhistorische collectie bleef staan. Het museum geraakte beschadigd tijdens de Tweede Wereldoorlog en kon niet meteen open gaan na de oorlog. De collecties waren niet beschadigd want deze waren in kelders opgeborgen.
President Einaudi heropende plechtig het Museo Civico di Storia Naturale in 1953. In latere jaren kwamen er een conferentiezaal bij, alsook een bibliotheek en didactisch materiaal voor schoolkinderen.